# Riga szecessziós építészete és képzőművészete
A UNESCO szerint a világ legnagyszerűbb szecessziós épületegyüttese Rigában van. Az európai városok közül Riga az a város, ahol arányaiban talán a legtöbb, nagyjából nyolcszáz szecessziós épület található, többségük a belvárosban.
A 19. század végén, a 20. század elején Riga az Orosz Birodalom gazdag kereskedővárosa volt, gyorsan fejlődött. A 20. század első évtizedében évente átlagosan négyszáz új épületet emeltek, ezek közt jelentős számban voltak a szecessziós épületek. Az építészettörténészek Riga építészetének ezt az alig több mint negyed századig tartó periódusát négy szakaszra osztják fel: a korai eklektikus stílusra, a vertikális stílusra, a nemzeti romantika időszakára és a neoklasszikus art nouveau korszakra. A szecesszió díszítőmotívumai a századfordulón jelentek meg Rigában, elsősorban osztrák és német mintát követve, asztrológiai motívumokkal, állatmotívumokkal és allegorikus motívumokkal.
A szecesszió a helyi festőművészekre is nagy hatást gyakorolt, többek között Janis Rozentals, Johans Valters, Rudolfs Perle és Peteris Krastins művészetére. A korszak iparművészei közül a legjelentősebb Jūlijs Madernieks.
A rigai városi tanács kezdeményezésére 2006-ban létrehozták a Rigai Jugendstil Központot, melynek feladata a szecessziós építészeti, képzőművészeti, iparművészeti és kézműves alkotások megőrzése és népszerűsítése, a turizmus fejlesztése, a nemzeti értékek ápolása.

## Történelmi, gazdasági háttér
A 19. század végén, a 20. század elején Riga az Orosz Birodalom tengeri kapujaként rendkívül gazdag kereskedőváros volt. A város gazdasága, ipara és népessége nagyon gyorsan gyarapodott. 1897 és 1913 között a város lakossága 88%-kal nőtt. 1914-ben 530 000 lakosával Riga az Orosz Birodalom ötödik legnagyobb városa volt.
A 19. század közepére Riga kinőtte a városfallal övezett belvárosi területet. A városfalat 1856-ban lebontották, helyén tágas körutat létesítettek, és az új negyedeket a körút mellett építették fel. Az európai mintára készített városépítészeti tervek alapján csak szigorú előírásoknak megfelelve lehetett építkezni (például legfeljebb hat emeletes, 21,3 méter tetőszintű épületek épülhettek). A 20. század első évtizedében évente átlagosan négyszáz új épületet emeltek Rigában, és ezek közt jelentős számban voltak a szecessziós épületek. Ezek nagy része az óvárost körülölelő zónában épült bérpalota volt, de a családi házas övezetekben is épültek szecessziós villák.
Riga a századfordulón háromnyelvű város volt. Lakossága nagyjából egyenlő arányban oszlott meg a német, az orosz és a lett között. Ez virágzó és nyitott kulturális életet biztosított. A Rigai Műszaki Főiskola építészi karán a német Gustavs Hilbigs irányításával 1869-ben indult lett építészek képzése. Ez a korszak volt a lettek nemzeti öntudatra ébredésének kora is. Az, hogy a meghatározó szerepet játszó építészek szinte kivétel nélkül innen kerültek ki, mutatja az oktatás magas színvonalát. Az itt végzett építészek között egyaránt találunk letteket, balti németeket és zsidó származásúakat.

## A rigai szecesszió periódusai
Az építészettörténészek Riga építészetének ezt az alig több mint negyed századig tartó periódusát négy szakaszra osztják fel. Ebben jelentős szerepe van a korszak nagyon gyors kulturális és politikai változásainak. 1860 körül egyre erősödött a lettek nemzeti öntudata. A jobbágyfelszabadítást követően vidékről betelepült lettek egyre nagyobb jelentőséget kaptak a kereskedelemben és az iparban az addig egyeduralkodó német polgárság mellett. Ennek ellenhatásaként a Baltikumban III. Sándor cár erős oroszosításba kezdett. Az 1905-ös forradalom idején a német földbirtokosok vidéki birtokait megtámadták, felégették. Megkínozták és meggyilkolták a német anyanyelvű arisztokrácia képviselőit.

### Eklektikus stílus
A korai szecessziós épületek Budapesthez hasonlóan Rigában is az eklektikus építészet szerves folytatásaként épültek. Kezdetben leginkább díszítésükben hoztak újdonságokat, az épületek struktúrája nem sokat változott. Ennek a periódusnak a legjelentősebb építésze Mihails Eizenšteins, Szergej Eisenstein filmrendező apja volt. Az első, nevével fémjelzett épület 1879-ben épült a Strēlnieku ielā 19 szám alatt. Igazán nevezetessé az Alberta ielā (Albert utca) és az Elizabetes ielā (Erzsébet utca) 1901 és 1903 között épült házai tették. Ezek az épületek rendkívül gazdagon díszítettek, nagyon népszerűek a turisták körében.
- Alberta ielā 13
- Alberta ielā 4
- Strelnieku ielā 4a

### Vertikális stílus
1906-ot követően egyre több épületet terveztek letisztult vertikális kompozícióban. Az épületeket integrált geometriai díszítés jellemzi. Modernségüket mutatja a külső megvalósításnak és a belső funkcióknak az egyre nagyobb összhangja, a belső kialakítás harmonizálása a külső homlokzattal. Erre a stílusra Jānis Alksnis, Eižens Laube épületei a legjellemzőbbek. Ezt a stílust Németországban Alfred Messel után Warrenhaus-stílusnak is hívják. Rigában is épült több áruház ebben a stílusban (vö.: Párisi Nagy Áruház).
- Brīvības ielā 37, Eižens Laube 1909
- Ģertrūdes ielā 34, Jānis Alksnis 1911
- Ģertrūdes ielā 23, Eižens Laube 1909

### Nemzeti romantika
Az 1905-ös forradalmat követően megerősödött lett nemzeti mozgalom az építészetre is nagy hatással volt. A fiatal lett építészek lelkesen vették át az ekkor még szintén az Orosz Birodalom részét képező Finnország építészetének nemzeti jelleget hangsúlyozó megoldásait. A finn építészet új trendjeit a balti német Bernhard Bielenstein építész írása tette ismertté Rigában. Ezt a stílust Konstantīns Pēkšēns, Pēkšēns építészeti irodájában dolgozó fiatal Eižens Laube és Aleksandrs Vanags neve fémjelzi. A finnektől rövid idő alatt átvett elveket megtöltötték lett nemzeti elemekkel. Jellemző épületeikre a monumentalitás, a természetes építőanyagok és a lett népművészet díszítő elemeinek alkalmazása.
- Vīlandes ielā 10, Konstantīns Pēkšēns 1908
- Patrimps(wd) mitológiai hőst ábrázoló allegorikus freskó a Rigai Lett Társaság székházán. (1910)
- Blaumaņa ielā 31, Aleksandrs Vanags 1911

### Neoklasszikus art nouveau
A rigai szecesszió negyedik válfaja az úgy nevezett neoklasszikus art nouveau. Ez az századforduló Orosz Birodalmának jellegzetes stílusa, a szecesszió egy monumentális változata. Rigában nem sok épület épült ebben a stílusban, leginkább Pauls Mandelštams banképületei reprezentálják.

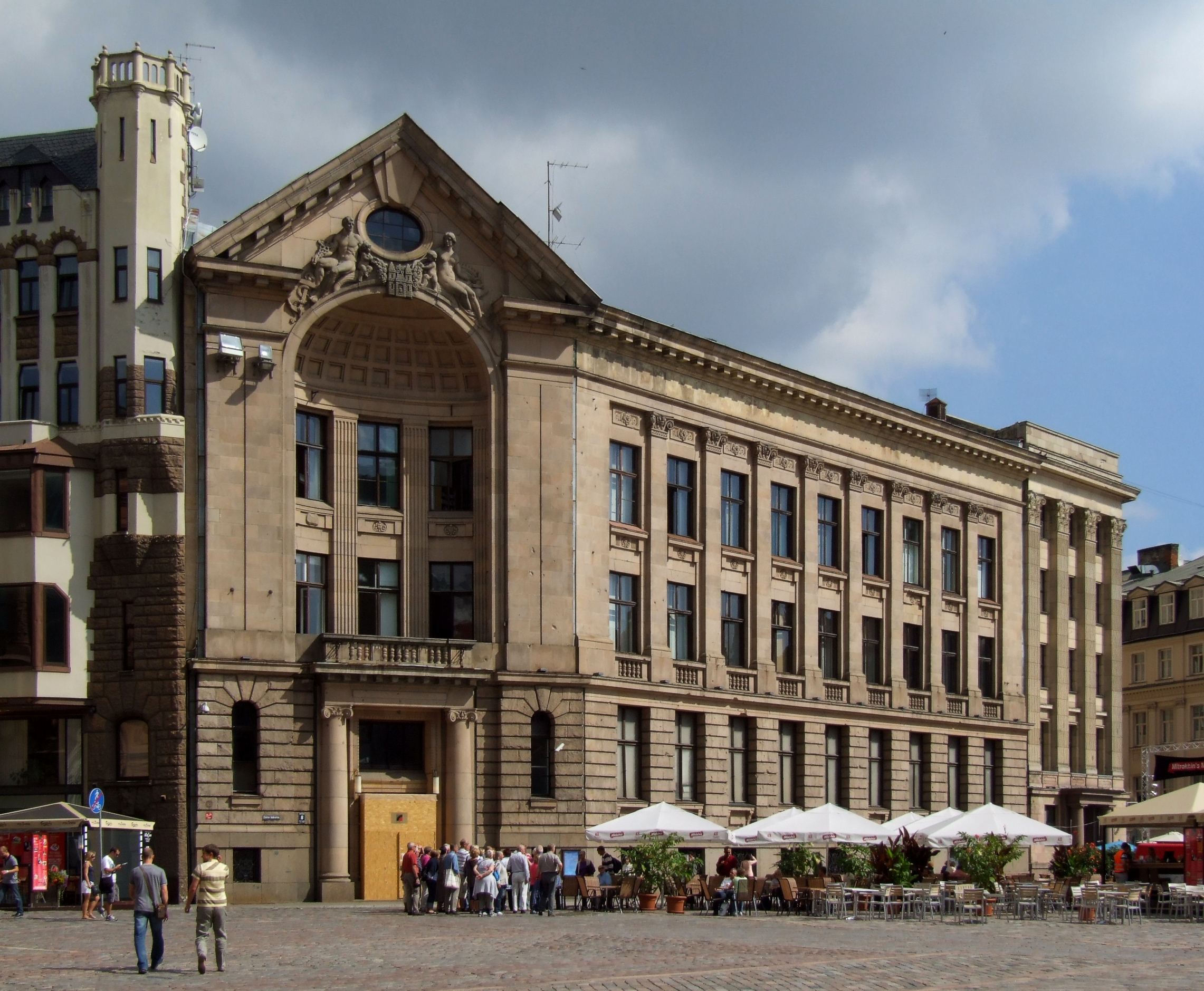
Dómtér, Paul Mandelstamm 1913

## Épületplasztika

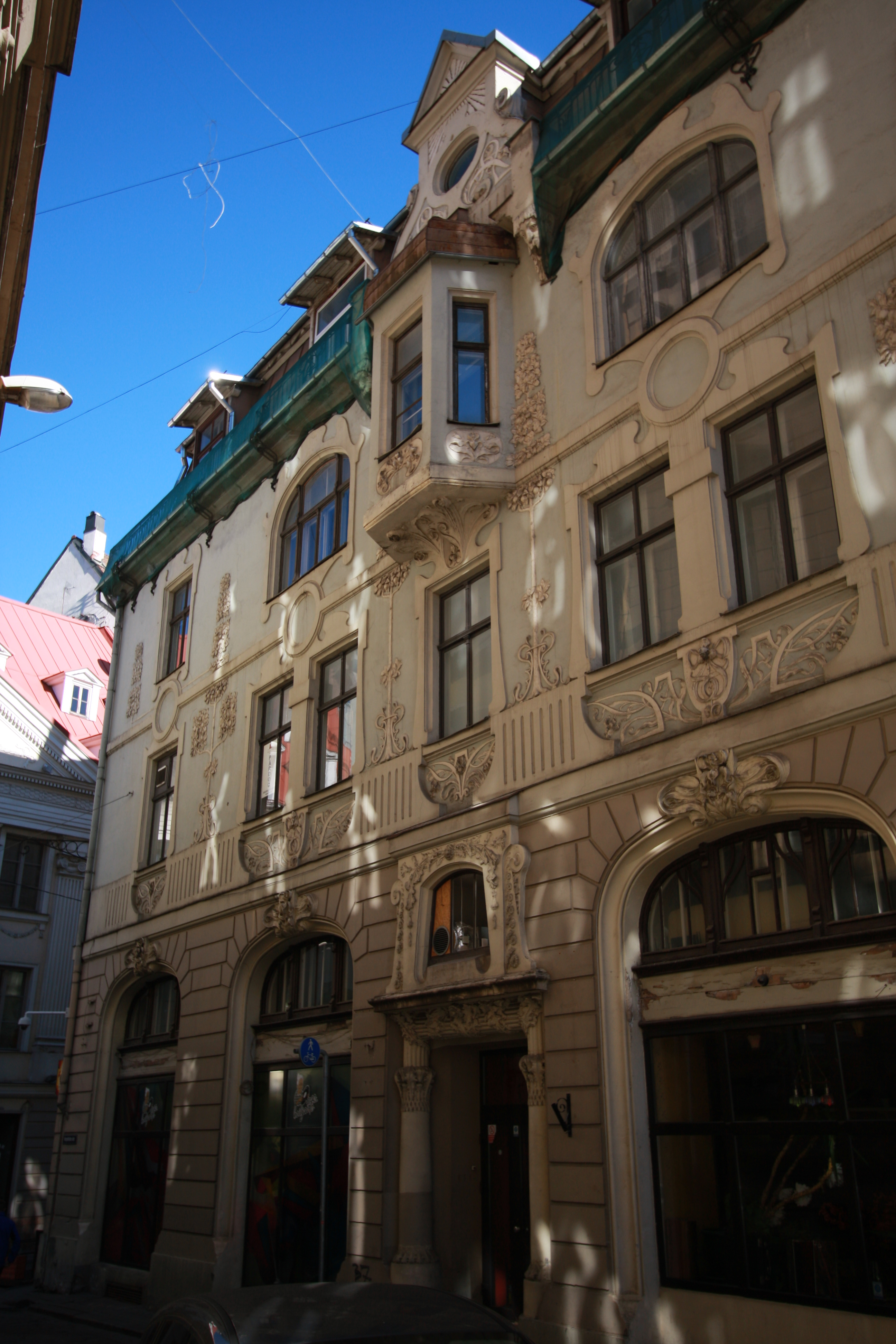
a Grosset ház (Audēju ielā 7 1899., Alfrēds Ašenkampfs)

A szecesszió díszítőmotívumai a századfordulón jelentek meg Rigában. Az épületek nagyon gazdag plasztikai díszítése a feltörekvő helyi polgárság vagyonának, tehetségének és öntudatának a kifejezésére szolgált.
Elterjedésüket és népszerűvé válásukat segítették azok a külföldi építészek és iparművészek, akik Rigába jöttek alkotni, és azok a kereskedőházak, amelyek behozták Rigába az európai divatújdonságokat és dekoratív termékeket. A legismertebb a Jaksch & Co volt. A Jaksch & Co 1901-ben épült áruházának homlokzatát a Villeroy & Boch vállalat mozaikja díszítette. (Az épület a második világháborúban megsemmisült.)
A külföldi kiállítások katalógusai és képes kiadványai is nagy szerepet játszottak az osztrák, német és francia szecessziós díszítő motívumainak terjedésében. Sok képes művészeti folyóirat foglalkozott az európai szecesszióval. A legmegbecsültebbek az Alexander Grosset’s studio litográfiái voltak. Nem mellesleg a Grosset-ház Riga egyik legelsőnek felépült szecessziós épülete.
Az első korszakban az épületek díszítése, akárcsak Budapesten, a katalógusokból, művészeti folyóiratokból megismert európai, elsősorban osztrák és német mintát követte. Jellemzőek a stilizált asztrológiai motívumok (a Nap, a Hold stb.), az állatmotívumok (mesebeli állatok, oroszlánok, sárkányok), az allegorikus motívumok (szárnyas géniusz, egyiptomi Szphinxek, fáraófejek). A vertikális stílus terjedésével gyakoribbak lesznek a geometriai minták. Később a nemzeti romantika idején megjelennek a lett népművészetből elsősorban a lett szőttesek formavilágából átvett díszítő minták.
- 1902, H. Scheels és F. Scheffels
- 1905 Mihails Eisensteins
- 1909, Eižens Laube

## Festészet

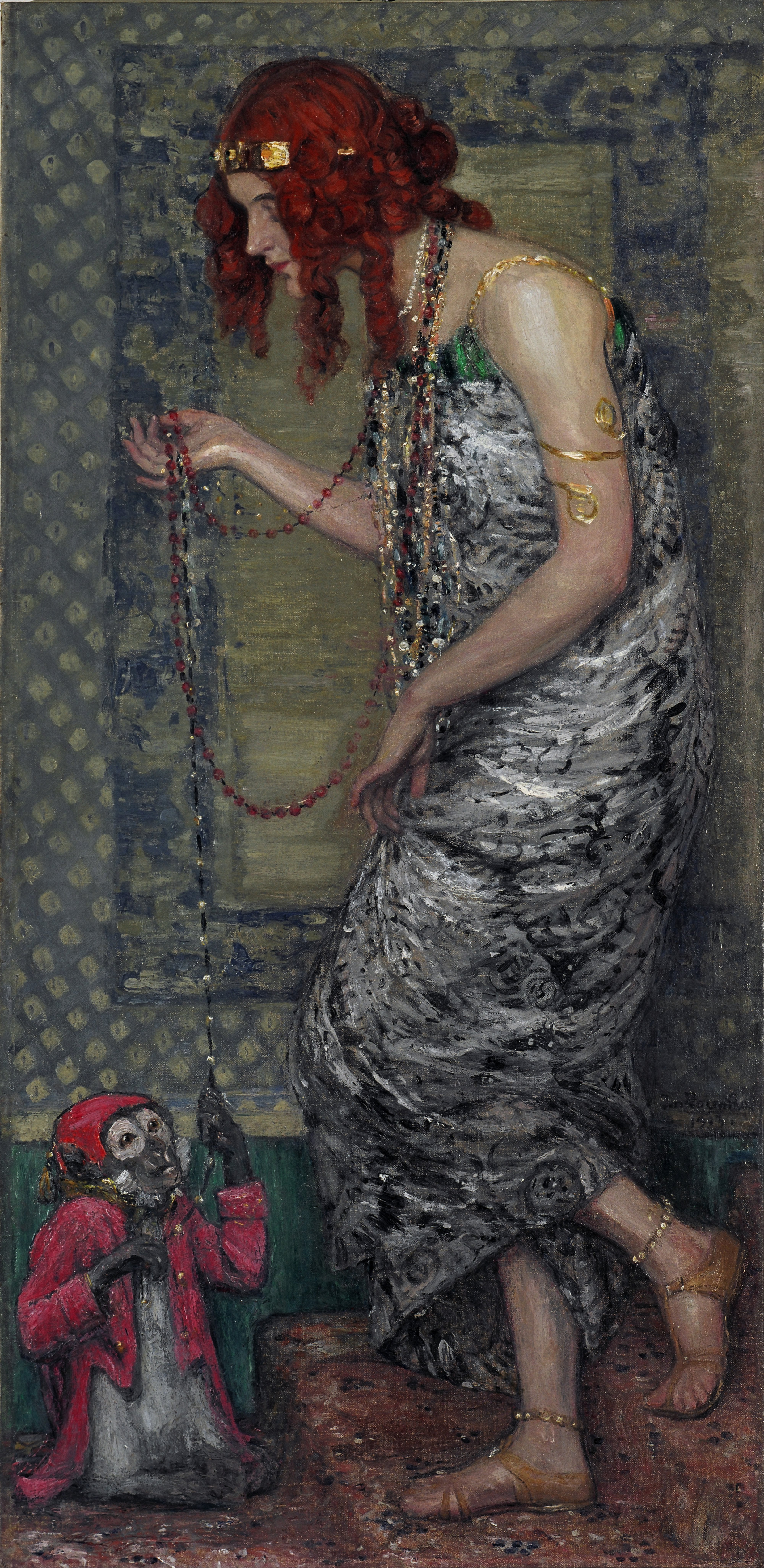
Janis Rozentals: A hercegnő és a majom (1903)

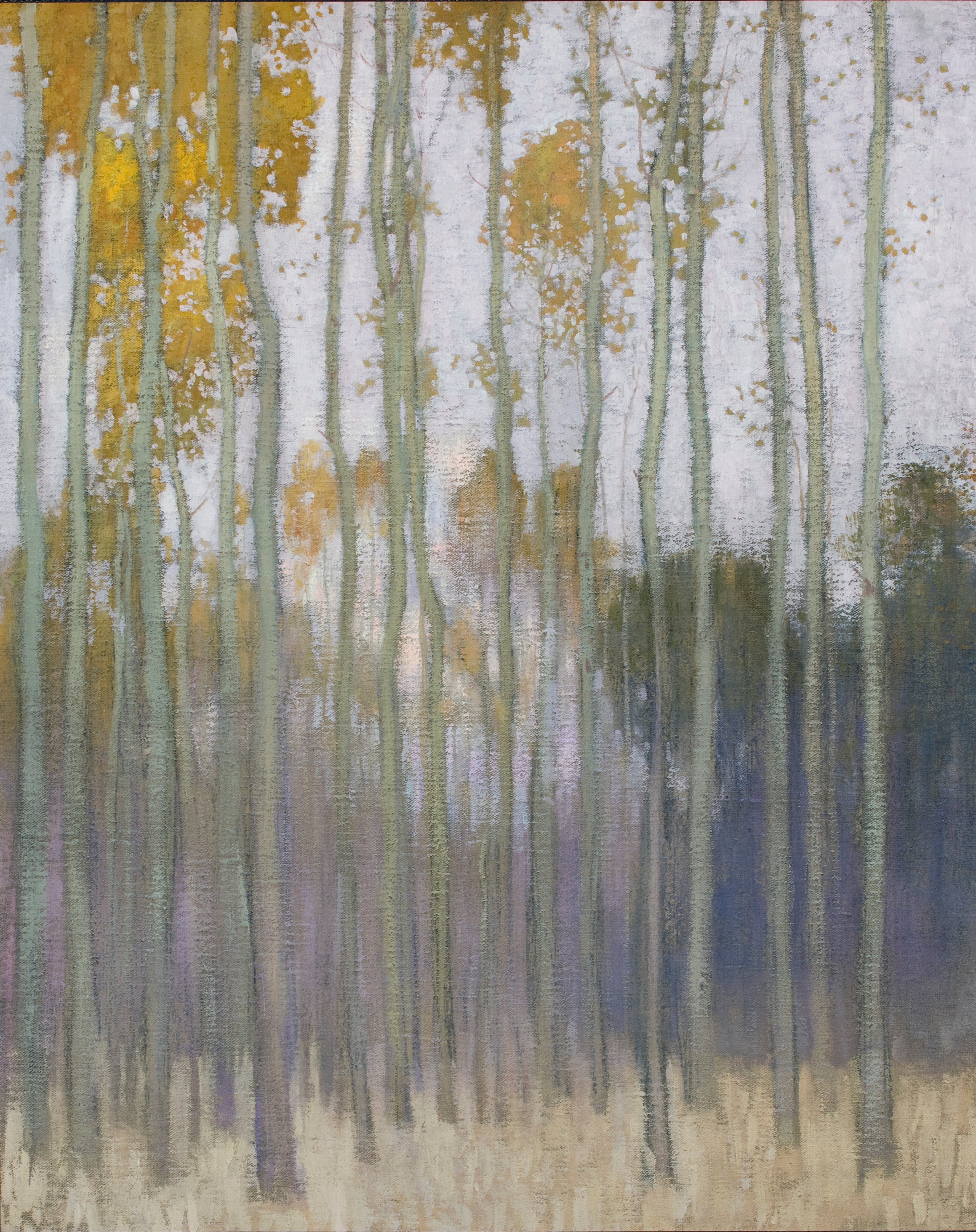
Johans Valters: Erdő (Reggeli napfény)

Riga művészeti életében az építészek mellett a festőművészek voltak azok, akikre a szecesszió a legnagyobb hatással volt. Az Európában talán legismertebb lett festőművész Janis Rozentals mellett többek között Johans Valters, Rudolfs Perle és Peteris Krastins azok, akik szecessziós stílusban festettek kiemelkedő alkotásokat.
1869-ben született Johans Valters balti német festőművész. Tanulmányait a Szentpétervári Képzőművészeti Akadémián folytatta. 1892-től a szentpétervári lett művészek Rūķis (Gnóm) egyesületének elnöke és a Rigai Lett Társaság alapító tagja. 1905-ben a német földbirtokosok elleni pogromok elől Németországba menekült és Berlinben halt meg 1932-ben.
Lettország nemzetközileg legismertebb festőművésze, Janis Rozentāls autodidakta művészként indult. Különböző munkahelyeken dolgozott, majd inasként J. Celēvičs festő műhelyébe került. 1888-ban a rigai ipari iskola tanulójaként egy szentpétervári kiállításon ezüstérmet nyert. 1894-ben vették fel a Szentpétervári Művészeti Akadémiára. Diplomamunkájában lett nemzeti motívumokat dolgozott fel. Tanulóévei alatt több európai országban megfordult. Járt Németországban, Franciaországban és a Monarchiát is felkereste. 1900-ban tért vissza Rigába. Tanított művészeti iskolákban, több rigai művészeti folyóiratot szerkesztett. Legismertebb alkotása a Hercegnő majommal. Allegorikus falfestményei díszítik a Rigai Lett Társaság épületének homlokzatát. Ezek a freskók a balti népek mitológiájából vett hősöket, jeleneteket ábrázolnak.
Rozentāls szobra a Lett Nemzeti Szépművészeti Múzeum előtt áll. Nevét viseli a Lett Képzőművészeti Akadémia. Barátjával, Rūdolfs Blaumanisszal együtt Rigában az Alberta ielā 12. szám alatt, Konstantīns Pēkšēns házában lakott. A volt lakása most emlékmúzeum.

## Iparművészet, grafika

### Grafika
A rigai szecesszió iparművészei közül a legjelentősebb Jūlijs Madernieks. Madernieks a Szentpétervári Stiglic Művészeti Akadémián folytatott festészeti tanulmányokat. Belépett a szentpétervári lett művészek Rūķis (Gnóm) egyesületébe. Ez az egyesület volt a lett nemzeti öntudatra ébredés egyik legfontosabb központja. 1899-ben európai utazásra indult. Rövid ideig a Párizsi Szépművészeti Akadémia (École des Beaux-Arts) hallgatója volt, majd 1900 nyarán beutazta Európát. Utazásáról visszatérve Szentpétervárt kezdett művészi pályafutást. Grafikai munkákból – plakátok, képeslapok – tartotta el magát. 1902-ben hazatért Rigába. 1904-ben rajziskolát nyitott. 1904 és 1913 között meghatározó személyisége volt a rigai szecessziónak. Könyveket, folyóiratokat illusztrált, szecessziós bútorokat és belső tereket tervezett, művészeti folyóiratokba kritikákat írt.

### Üvegablakok
A szecessziós épületek üvegablakainak rigai mestere Kārlis Brencēns. Kārlis Brencēns szintén a Szentpétervári Stiglic Művészeti Akadémia hallgatója és a szentpétervári lett művészek Rūķis (Gnóm) egyesületének aktív tagja volt. 1904-ben Párizsba utazott. Itt elbűvölték Charles Passet üvegablakai. Párizsban Félix Gaudinnál tanult, majd 1907-ig Eugène Grasset műhelyében dolgozott. Párizsi tartózkodása idején spanyolországi körutat is tett, volt Barcelonában is. 1907-ben visszatért Szentpétervárra. Riga több szecessziós épületében megtalálhatók munkái, de a legtöbb szecessziós üvegablaka Szentpétervárt van. Nem tartozik a szecesszió témájához, de érdekességként megemlítendő, hogy az 1930-as években épült moszkvai metróállomások egy részének a díszítését is ő tervezte.

### Kisplasztika
A rigai szecesszió legismertebb szobrásza Gustavs Šķilters. A korszak lett művészeinek zöméhez hasonlóan 1893―1899 között Šķilters is a Szentpétervári Stiglic Művészeti Akadémia hallgatója, és a szentpétervári lett művészek Rūķis (Gnóm) egyesületének tagja volt. 1900-ban ösztöndíjjal utazott Párizsba. Itt egy ideig Auguste Rodin műhelyében tanult és dolgozott. Hazatérése után Riga és Szentpétervár elismert szobrásza, de a szobrok és kisplasztikák mellett szecessziós stílusú használati tárgyakat, harangokat, hamutartókat, vázákat is készített.

## A Rigai Jugendstil Központ
Riga gazdag hagyományaival, a több mint 800 szecessziós épülettel, Európa egyik legismertebb szecessziós metropolisza. Ezért a rigai városi tanács kezdeményezésére 2006-ban létrehozták a Rigai Jugendstil Központot.
A Rigai Jugendstil Központ feladata a szecessziós építészeti, képzőművészeti, iparművészeti és kézműves alkotások megőrzése és népszerűsítése, a turizmus fejlesztése, a nemzeti értékek ápolása.
A kitűzött feladatok ellátása céljából a központ a rigai szecessziót népszerűsítő információs anyagokat ad ki, művészi értékű szecessziós emléktárgyakat készíttet és azokat ajándék boltokban terjeszti, előadásokat szemináriumokat, konferenciákat és városnéző sétákat szervez.
A Rigai Jugendstil Központ részeként jött létre 2009-ben Riga legfiatalabb múzeuma, a Rigai Jugendstil Múzeum. A múzeum az Alberta ielā 12 szám alatti kiemelkedő jelentőségű szecessziós épületben található. Az épületet 1903-ban Konstantīns Pēkšēns tervezte saját maga számára. A múzeum belső tere az 1903-as állapotoknak megfelelő belső dekorációval és autentikus korabeli bútorzattal van berendezve.
- A Rigai Jugendstil Múzeum nemzeti romantikus stílusú lépcsőháza (Fotó:UNESCO)
- Konstantīns Pēkšēns lakásának részlete a múzeumban
- Az épület bejárati csarnoka